# Великонаволоцкое общество
Великона́волоцкое общество — сельское общество, входившее в состав Мятусовской волости Олонецкого уезда Олонецкой губернии.

## Общие сведения
Согласно «Списку населённых мест Олонецкой губернии по сведениям за 1905 год» общество состояло из следующих населённых пунктов:
| № | Населённый пункт | Расстояние до волостного правления в верстах | Количество семей | Всего жителей |
| - | ---------------- | -------------------------------------------- | ---------------- | ------------- |
| 1 | Великий наволок  | 12                                           | 56               | 358           |
| 2 | Чудинов-конец    | 10                                           | 4                | 38            |
| 3 | Шанг-остров 2-й  | 9                                            | 37               | 162           |
| 4 | Конева-гора      | 10                                           | 17               | 120           |
| 5 | Шанг-остров 1-й  | 9                                            | 28               | 168           |
| 6 | Калинин-берег    | 9                                            | 17               | 83            |
| 7 | Вошкулева-гора   | 9                                            | 4                | 18            |
| 8 | Сергеева-гора    | 10                                           | 6                | 30            |

Волостное правление располагалось в селении Мятусово.
В настоящее время территория общества относится в основном к Подпорожскому району Ленинградской области.